# Upper Austria Ladies Linz 2019 - Qualificazioni singolare
Le qualificazioni del singolare femminile dell'Upper Austria Ladies Linz 2019 sono state un torneo di tennis preliminare per accedere alla fase finale della manifestazione. Le vincitrici dell'ultimo turno sono entrate di diritto nel tabellone principale. In caso di ritiro di una o più giocatrici aventi diritto a queste sono subentrati le lucky loser, ossia le giocatrici che hanno perso nell'ultimo turno ma che avevano una classifica più alta rispetto alle altre partecipanti che avevano comunque perso nel turno finale.

## Testa di serie
1. Misaki Doi (qualificata)
2. Laura Siegemund (qualificata)
3. Arantxa Rus (primo turno)
4. Nina Stojanović (qualificata)
5. Kirsten Flipkens (primo turno)
6. Aliona Bolsova (primo turno)

1. Danka Kovinić (primo turno)
2. Caty McNally (primo turno)
3. Cori Gauff (ultimo turno, lucky loser)
4. Ysaline Bonaventure (ultimo turno, lucky loser)
5. Jasmine Paolini (ultimo turno)
6. Pauline Parmentier (ultimo turno)

## Qualificate
1. Misaki Doi
2. Laura Siegemund
3. Tamara Korpatsch

1. Nina Stojanović
2. Anna-Lena Friedsam
3. Stefanie Vögele

### Lucky Loser
1. Ysaline Bonaventure

1. Cori Gauff

## Tabellone

### Legenda
| - Q = Qualificato - WC = Wild card - LL = Lucky loser | - ALT = Alternate - SE = Special Exempt - PR = Protected Ranking | - w/o = Walkover - r = Ritirato - d = Squalificato |

### Sezione 1
|  | Primo turno | Primo turno      | Primo turno     | Primo turno | Primo turno |  |  | Ultimo turno | Ultimo turno    | Ultimo turno | Ultimo turno | Ultimo turno |  |
|  |             |                  |                 |             |             |  |  |              |                 |              |              |              |  |
|  | 1           | Misaki Doi       | 6               | 3           | 6           |  |  |              |                 |              |              |              |  |
|  | WC          | Melanie Klaffner | 3               | 6           | 1           |  |  | 1            | Misaki Doi      | 4            | 6            | 6            |  |
|  | WC          | Mira Antonitsch  | Mira Antonitsch | 1           | 2           |  |  | 11           | Jasmine Paolini | 6            | 2            | 3            |  |
|  | 11          | Jasmine Paolini  | Jasmine Paolini | 6           | 6           |  |  |              |                 |              |              |              |  |

### Sezione 2
|  | Primo turno | Primo turno       | Primo turno       | Primo turno | Primo turno |  |  | Ultimo turno | Ultimo turno      | Ultimo turno      | Ultimo turno | Ultimo turno |  |
|  |             |                   |                   |             |             |  |  |              |                   |                   |              |              |  |
|  | 2           | Laura Siegemund   | Laura Siegemund   | 6           | 7           |  |  |              |                   |                   |              |              |  |
|  |             | Kaja Juvan        | Kaja Juvan        | 3           | 5           |  |  | 2            | Laura Siegemund   | Laura Siegemund   | 7            | 6            |  |
|  |             | Tereza Martincová | Tereza Martincová | 7           | 6           |  |  |              | Tereza Martincová | Tereza Martincová | 69           | 0            |  |
|  | 7           | Danka Kovinić     | Danka Kovinić     | 63          | 3           |  |  |              |                   |                   |              |              |  |

### Sezione 3
|  | Primo turno | Primo turno        | Primo turno | Primo turno | Primo turno |  |  | Ultimo turno | Ultimo turno     | Ultimo turno     | Ultimo turno | Ultimo turno |  |
|  |             |                    |             |             |             |  |  |              |                  |                  |              |              |  |
|  | 3           | Arantxa Rus        | 3           | 6           | 3           |  |  |              |                  |                  |              |              |  |
|  |             | Tamara Korpatsch   | 6           | 4           | 6           |  |  |              | Tamara Korpatsch | Tamara Korpatsch | 6            | 6            |  |
|  |             | Ljudmila Samsonova | 7           | 2           | 2           |  |  | 9            | Cori Gauff       | Cori Gauff       | 4            | 2            |  |
|  | 9           | Cori Gauff         | 610         | 6           | 6           |  |  |              |                  |                  |              |              |  |

### Sezione 4
|  | Primo turno | Primo turno         | Primo turno         | Primo turno | Primo turno |  |  | Ultimo turno | Ultimo turno        | Ultimo turno        | Ultimo turno | Ultimo turno |  |
|  |             |                     |                     |             |             |  |  |              |                     |                     |              |              |  |
|  | 4           | Nina Stojanović     | Nina Stojanović     | 6           | 6           |  |  |              |                     |                     |              |              |  |
|  | WC          | Emily Meyer         | Emily Meyer         | 4           | 4           |  |  | 4            | Nina Stojanović     | Nina Stojanović     | 6            | 6            |  |
|  | PR          | Denisa Allertová    | Denisa Allertová    | 2           | 0           |  |  | 10           | Ysaline Bonaventure | Ysaline Bonaventure | 3            | 4            |  |
|  | 10          | Ysaline Bonaventure | Ysaline Bonaventure | 6           | 6           |  |  |              |                     |                     |              |              |  |

### Sezione 5
|  | Primo turno | Primo turno        | Primo turno        | Primo turno | Primo turno |  |  | Ultimo turno | Ultimo turno       | Ultimo turno | Ultimo turno | Ultimo turno |  |
|  |             |                    |                    |             |             |  |  |              |                    |              |              |              |  |
|  | 5           | Kirsten Flipkens   | Kirsten Flipkens   | 3           | 2           |  |  |              |                    |              |              |              |  |
|  | PR          | Shelby Rogers      | Shelby Rogers      | 6           | 6           |  |  | PR           | Shelby Rogers      | 3            | 6            | 3            |  |
|  | WC          | Anna-Lena Friedsam | Anna-Lena Friedsam | 6           | 6           |  |  | WC           | Anna-Lena Friedsam | 6            | 4            | 6            |  |
|  | 8           | Caty McNally       | Caty McNally       | 4           | 2           |  |  |              |                    |              |              |              |  |

### Sezione 6
|  | Primo turno | Primo turno        | Primo turno        | Primo turno | Primo turno |  |  | Ultimo turno | Ultimo turno       | Ultimo turno       | Ultimo turno | Ultimo turno |  |
|  |             |                    |                    |             |             |  |  |              |                    |                    |              |              |  |
|  | 6           | Aliona Bolsova     | 3                  | 6           | 4           |  |  |              |                    |                    |              |              |  |
|  |             | Stefanie Vögele    | 6                  | 1           | 6           |  |  |              | Stefanie Vögele    | Stefanie Vögele    | 6            | 6            |  |
|  |             | Varvara Lepchenko  | Varvara Lepchenko  | 6           | 4           |  |  | 12           | Pauline Parmentier | Pauline Parmentier | 4            | 4            |  |
|  | 12          | Pauline Parmentier | Pauline Parmentier | 7           | 6           |  |  |              |                    |                    |              |              |  |